# Antoine Balpêtré
Antoine Balpêtré, né le 3 mai 1898 à Lyon et mort le 29 mars 1963 dans le 5e arrondissement de Paris, est un acteur français.

## Biographie
Après un Premier Prix au Conservatoire en 1919, il est engagé au Théâtre de l’Odéon avant d’entrer à la Comédie-Française en 1934. Il y enchaîne les rôles et est l'interprète de Molière, Pirandello, Hugo, Racine, Edmond Rostand, Shakespeare, Paul Claudel et de bien d'autres auteurs.
Au cinéma, après cinq films tournés dans les années 1930, il figure sous l’Occupation dans quelques-uns des films les plus marquants de l'époque : La Main du diable de Maurice Tourneur (1942), L'assassin habite au 21 (1942) et Le Corbeau de Henri-Georges Clouzot (1943), films produits par la firme allemande Continental. En juillet 1944, mandaté par Abel Bonnard, il participe à une cérémonie d'hommage à Philippe Henriot, ce qui lui sera reproché à la Libération. Sa participation dans des films produits par Continental lui vaut d’être emprisonné pendant quelques mois à la Libération et d’être révoqué de la Comédie-Française.
Ensuite, il apparaît notamment dans Justice est faite (1950) et Nous sommes tous des assassins (1952) d’André Cayatte, Le Plaisir de Max Ophüls (1952), Le Rouge et le Noir de Claude Autant-Lara (1954), Katia de Robert Siodmak (1959). Sur scène, il trouve l’un de ses derniers rôles dans La Chatte sur un toit brûlant de Tennessee Williams.
Il a écrit un livre de souvenirs, Comédies chez Molière. Il a pour neveu Jacques Perrin.
Il est inhumé au cimetière parisien de Bagneux (division 37, ligne 12, tombe 27).

## Filmographie

### Acteur
- 1933 : La Maison du mystère de Gaston Roudès
- 1933 : L'Agonie des aigles de Roger Richebé
- 1935 : Gaspard de Besse d'André Hugon : Cabasse
- 1939 : Le monde tremblera ou La Révolte des vivants de Richard Pottier
- 1941 : Le Duel de Pierre Fresnay
- 1942 : La Main du diable de Maurice Tourneur
- 1942 : L'assassin habite au 21 de Henri-Georges Clouzot
- 1942 : Picpus de Richard Pottier
- 1943 : Le Corbeau de Henri-Georges Clouzot : le docteur Delorme
- 1946 : Le Visiteur de Jean Dréville
- 1947 : Paysans noirs de Georges Régnier
- 1947 : La Figure de proue de Christian Stengel : Le père Morfouage
- 1948 : Fort de la solitude de Robert Vernay
- 1949 : Le Paradis des pilotes perdus de Georges Lampin
- 1949 : Fantômas contre Fantômas de Robert Vernay
- 1949 : Millionnaires d'un jour d'André Hunebelle : Toubib
- 1949 : Orage d'été de Jean Gehret
- 1949 : Suzanne et ses brigands d'Yves Ciampi : Bevardel
- 1950 : Plus de vacances pour le Bon Dieu de Robert Vernay
- 1950 : Justice est faite d'André Cayatte : le Président
- 1950 : Dieu a besoin des hommes de Jean Delannoy : le père Gourvennec
- 1951 : Le Journal d'un curé de campagne de Robert Bresson : le docteur Delbende
- 1951 : Bel Amour de François Campaux
- 1952 : Le Plaisir de Max Ophüls - dans le sketch : "La maison Tellier"
- 1952 : Nous sommes tous des assassins d'André Cayatte : Dr Dutoit
- 1952 : Le Fils de Lagardère (Il figlio di Lagardere) de Fernando Cerchio
- 1952 : Le Chemin de Damas de Max Glass : Gamaliel
- 1953 : La neige était sale de Luis Saslavsky : Holtz
- 1953 : Alerte au Sud de Jean Devaivre : Le juge
- 1954 : La Rage au corps de Ralph Habib
- 1954 : Avant le déluge d'André Cayatte : M. Dutoit
- 1954 : Adam est... Ève de René Gaveau
- 1954 : Mourez, nous ferons le reste de Christian Stengel
- 1954 : Le Rouge et le Noir de Claude Autant-Lara : L'abbé Pirard
- 1954 : La Maison du souvenir (Casa ricordi) de Carmine Gallone
- 1954 : Femmes libres (Una donna libera) de Vittorio Cottafavi
- 1955 : Le Dossier noir d'André Cayatte : Dutoit
- 1955 : Les Vitriers (Il piccolo vetraio) de Giorgio Capitani
- 1956 : Si Paris nous était conté de Sacha Guitry : Verlaine
- 1956 : Les Aventures de Till l'espiègle de Gérard Philipe
- 1957 : Le Cas du docteur Laurent de Jean-Paul Le Chanois
- 1957 : Les Vampires (I vampiri) de Riccardo Freda
- 1957 : En votre âme et conscience, épisode : Le testament du duc de Bourbon' de  Marcel Cravenne
- 1958 : En votre âme et conscience :  L'Affaire Schwartzbard de Claude Barma
- 1958 : Arènes joyeuses de Maurice de Canonge
- 1959 : Ce corps tant désiré de Luis Saslavsky
- 1959 : Katia de Robert Siodmak : Kilbatchich
- 1960 : Une fille pour l'été d'Édouard Molinaro
- 1960 : Les Mains d'Orlac d'Edmond T. Gréville - "à mettre sous réserves"
- 1960 : Le Président de Henri Verneuil : un ministre
- 1960 : L'espionne sera à Nouméa de Georges Péclet
- 1961 : Le cave se rebiffe de Gilles Grangier : Lucas Malvoisin
- 1962 : Le Livre de San Michele (Axel Munthe, der Arzt von San Michele) de Giorgio Capitani et Rudolf Jugert : Leblanc
- 1962 : La Salamandre d'or de Maurice Regamey : l'évêque
- 1962 : La Chambre ardente de Julien Duvivier : Dr. Hermann
- 1963 : Mathias Sandorf de Georges Lampin : Bathory

## Théâtre
- 1920 : L'Admirable Crichton de J. M. Barrie, adaptation Alfred Athis, Théâtre Antoine
- 1923 : La Couronne de carton de Jean Sarment, Théâtre de l'Odéon
- 1924 : Jésus de Nazareth de Paul Demasy, mise en scène Firmin Gémier, Théâtre de l'Odéon
- 1924 : Ysabeau de Paul Fort, mise en scène Firmin Gémier, Théâtre de l'Odéon
- 1926 : Parmi les loups  de Georges-Gustave Toudouze, mise en scène Firmin Gémier, Théâtre de l'Odéon
- 1926 : Le Dernier Empereur de Jean-Richard Bloch, mise en scène Armand Bour, Théâtre de l'Odéon
- 1928 : Le Jeu de l'amour et de la mort de Romain Rolland, mise en scène Firmin Gémier, Théâtre de l'Odéon
- 1931 : Le Sauvage de Tristan Bernard, mise en scène Henri Burguet, Théâtre Albert 1er
- 1933 : Marc Aurèle de Jean Le Marois, mise en scène Georges Pitoëff, Théâtre de l'Avenue
- 1933 : Liebelei d'Arthur Schnitzler, mise en scène Georges Pitoëff, Théâtre du Vieux-Colombier
- 1933 : Les Derniers Masques d'Arthur Schnitzler, mise en scène Georges Pitoëff, Théâtre du Vieux-Colombier
- 1934 : La Couronne de carton de Jean Sarment, Comédie-Française
- 1934 : L'Otage de Paul Claudel, mise en scène Émile Fabre, Comédie-Française
- 1934 : Bérénice de Jean Racine, Comédie-Française : Paulin (20 fois de 1934 à 1944)
- 1935 : Madame Quinze de Jean Sarment, mise en scène de l'auteur, Comédie-Française
- 1937 : Les affaires sont les affaires d'Octave Mirbeau, mise en scène Fernand Ledoux, Comédie-Française
- 1937 : Chacun sa vérité de Luigi Pirandello, mise en scène Charles Dullin, Comédie-Française
- 1937 : Mithridate de Jean Racine, mise en scène Jean Yonnel, Comédie-Française
- 1938 : Le Portrait de Carmontelle,  Comédie-Française
- 1938 : Iphigénie de Racine, mise en scène Marie Ventura, Comédie-Française
- 1938 : Ruy Blas de Victor Hugo, mise en scène Pierre Dux, Comédie-Française
- 1938 : Tricolore de Pierre Lestringuez, mise en scène Louis Jouvet, Comédie-Française
- 1938 : Carmosine d'Alfred de Musset, mise en scène Jean Debucourt, Comédie-Française
- 1938 : Cyrano de Bergerac d'Edmond Rostand, mise en scène Pierre Dux, Comédie-Française
- 1939 : Les Trois Henry d'André Lang, mise en scène Émile Fabre, Comédie-Française
- 1939 : L'Amour médecin de Molière, Comédie-Française
- 1939 : Le Jeu de l'amour et de la mort de Romain Rolland, mise en scène Denis d'Inès, Comédie-Française
- 1939 : La Belle Aventure de Gaston Arman de Caillavet, Robert de Flers, Étienne Rey, Comédie-Française
- 1940 : 29 degrés à l'ombre d'Eugène Labiche, mise en scène André Brunot, Comédie-Française
- 1940 : Le Mariage forcé de Molière, mise en scène Fernand Ledoux, Comédie-Française
- 1940 : Le Carrosse du Saint-Sacrement de Prosper Mérimée, mise en scène Jacques Copeau, Comédie-Française
- 1940 : Le Cid de Corneille, mise en scène Jacques Copeau, Comédie-Française
- 1940 : La Nuit des rois de William Shakespeare, mise en scène Jacques Copeau, Comédie-Française
- 1941 : Lucrèce Borgia de Victor Hugo, mise en scène Émile Fabre, Comédie-Française
- 1941 : Noé d'André Obey, mise en scène Pierre Bertin, Comédie-Française
- 1942 : Gringoire de Théodore de Banville, mise en scène Denis d'Inès, Comédie-Française
- 1942 : Hamlet de William Shakespeare, mise en scène Charles Granval, Comédie-Française
- 1942 : La Reine morte d'Henry de Montherlant, mise en scène Pierre Dux, Comédie-Française, Théâtre des Célestins
- 1943 : Vidocq chez Balzac d'Émile Fabre d'après Honoré de Balzac, mise en scène Émile Fabre, Comédie-Française
- 1943 : Le Chevalier à la mode de Florent Carton Dancourt, mise en scène Jean Meyer, Comédie-Française
- 1943 : Les Boulingrin de Georges Courteline, Comédie-Française
- 1943 : Iphigénie à Delphes de Gerhart Hauptmann, mise en scène Pierre Bertin, Comédie-Française
- 1943 : La Légende du chevalier d'André de Peretti Della Rocca, mise en scène Julien Bertheau, Comédie-Française
- 1943 : Le Soulier de satin de Paul Claudel, mise en scène Jean-Louis Barrault, Comédie-Française
- 1944 : Horace de Corneille, mise en scène Mary Marquet, Comédie-Française
- 1946 : Winterset de Maxwell Anderson, mise en scène André Certes, Théâtre des Carrefours
- 1947 : Borgia de Herman Closson, mise en scène Claude Sainval, Comédie des Champs-Élysées
- 1948 : Polyeucte de Pierre Corneille, Théâtre de la Comédie de Lyon
- 1951 : Le Songe d'une nuit d'été de William Shakespeare, mise en scène Charles Gantillon, Grand théâtre romain de Fourvière
- 1951 : Vogue la galère de Marcel Aymé, mise en scène Georges Douking, Théâtre de la Madeleine
- 1952 : Antoine et Cléopâtre de William Shakespeare, mise en scène Jean-Louis Barrault, Théâtre des Célestins
- 1954 : La Roulotte de Michel Duran, mise en scène Alfred Pasquali, Théâtre Michel
- 1956 : La Gueule du loup de Stephen Wendt Marc-Gilbert Sauvajon, mise en scène Marc-Gilbert Sauvajon, Théâtre de la Porte-Saint-Martin
- 1956 : La Chatte sur un toit brûlant de Tennessee Williams, mise en scène Peter Brook, Théâtre Antoine
- 1958 : La Cathédrale de cendres de Berta Dominguez D., mise en scène Abel Gance, Théâtre de l'Alliance française
- 1960 : Le Signe de kikota de Roger Ferdinand, mise en scène Fernand Gravey, Théâtre des Nouveautés

## Doublage
- George Bancroft dans :
  - Le Capitaine du diable (1936) : le capitaine Ira « Hell-Ship » Morgan
  - Les Anges aux figures sales (1938) : Max Keefer
  - Les Tuniques écarlates (1940) : Jacques Corbeau

- Charles Laughton dans :
  - Le Signe de la croix (1932) : Néron
  - L'Homme de la tour Eiffel (1949) : Jules Maigret

- 1934 : La Patrouille perdue : le sergent (Victor McLaglen)
- 1937 : Marie Walewska : Philippe Antoine d'Ornano (Alan Marshal)
- 1939 : Sur la piste des Mohawks : le général Nicholas Herlimer (Roger Imhof)
- 1939 : Seuls les anges ont des ailes : John « Dutchy » Van Reiter (Sig Ruman)
- 1940 : L'Aigle des mers : Carl Pitt (Alan Hale)
- 1941 : Docteur Jekyll et M. Hyde : l'évêque Manners (C. Aubrey Smith)
- 1942 : Casablanca : Señor Ferrari (Sydney Greenstreet) (1er doublage)
- 1947 : L'Heure du crime : l'inspecteur Koch (Lee J. Cobb)
- 1950 : Winchester '73 : un habitant de Dodge City barbu[Qui ?] (1er doublage)
- 1951 : La Femme à abattre : « Big Babe » Lazich (Zero Mostel)
- 1958 : L'Homme aux colts d'or : le barman du Saloon (Harry Carter)

### Publication
- Antoine Balpêtré, Comédie chez Molière, Les Éditions du Scorpion, 1961.